# Arend van der Wel

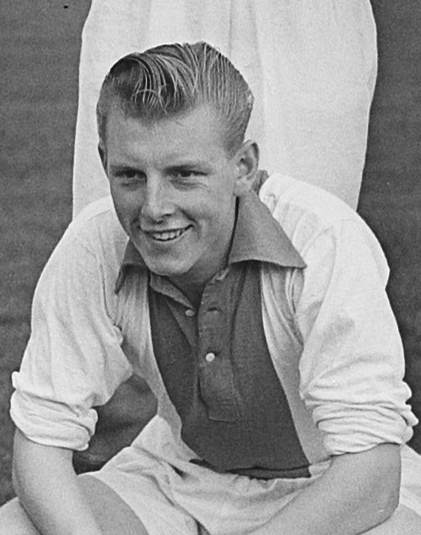
Arend van der Wel (1951)

Arend van der Wel (* 28. März 1933 in Amsterdam; † 16. September 2013 in Denekamp) war ein niederländischer Fußballspieler.

## Sportlicher Werdegang
Der aus der Jugend von De Volewijckers stammende van der Wel, dessen Vater für Blauw Wit Amsterdam gespielt und später als Trainer gearbeitet hatte, wechselte als Jugendspieler zu Ajax Amsterdam und rückte dort 1950 in die Wettkampfmannschaft des Klubs auf. Fünf Jahre später wechselte er zum Sportclub Enschede, der unter Hennie Möring so bald wie möglich zum Profifußball übergehen wollte und Spieler wie Abe Lenstra, Joop Odenthal und Gerrit Voges verpflichtet hatte. Bis 1964 bestritt van der Wel 220 Pflichtspiele für den Verein, der 1956 Gründungsmitglied der Eredivisie war. 1958 wurde er mit dem Klub Vizemeister, als die Meisterschaft aufgrund der Punktgleichheit mit DOS Utrecht in einem – mit 0:1 verlorenen – Entscheidungsspiel ermittelt wurde.
Nach einem Jahr beim SC Cambuur spielte er ab 1965 zwei Spielzeiten beim HVV Tubantia und anschließend bei DOS '19. Dort wechselte er nach seinem Karriereende 1969 auf die Trainerbank. Später kehrte er zu seinem mittlerweile in Twente Enschede umbenannten ehemaligen Verein zurück und arbeitete insbesondere als Trainer der zweiten Mannschaft.
Für seine Leistungen erhielt van der Wel den Orden von Oranien-Nassau im Rang eines Ritters.
In seinen letzten Lebensjahren litt van der Wel an der Parkinson-Krankheit. Er starb am 15. September 2013.